# レッスルマニアXXVI
レッスルマニアXXVI（レッスルマニアトゥエンティーシックス、WrestleMania XXVI）は、2010年3月28日にアメリカのプロレス団体WWEが開催した年間最大の興行、及びPPVの名称である。

## 概要
- 本大会が開かれる数ヶ月前の1月4日のRAWにおいて、ブレット・ハートが12年ぶりの電撃復帰を果たし、以降オーナーであるビンス・マクマホンとの抗争を経て、およそ13年ぶりのレッスルマニアへの出場が決まった[5][6]。

- 7万2219人という観客動員数は、2008年の第42回スーパーボウルの記録（7万1101人）を超えたうえ、580万ドルというチケット売上は、09年に行われたロックバンドU2のコンサート収益（490万ドル）を大幅に更新し、同会場での最多記録となった[7]。

- 開催地となったアリゾナ州フェニックス、グレンデール地域には約4510万ドルの経済効果がもたらされた。この結果、過去3回のレッスルマニアで合計およそ1億5000万ドルを開催地経済にもたらしたこととなった[8]。

- 大会前日にWWE殿堂入り表彰を受けたアントニオ猪木が当日の入場ゲートに登場し、観客から大きな喝采を送られた[7]。

- ジョン・シナの入場時にはアメリカ空軍の儀仗隊が演技を披露した。

- オープニングでは、グラミー賞ノミネート歌手であるファンタジア・バリノが"美しきアメリカ"を独唱した。

## 試合背景
ジョン・シナはエリミネーション・チェンバーPPVにおけるエリミネーション・チェンバー形式のWWE王座戦に勝利し、6度目のWWE王座戴冠を果たした。しかし戴冠を喜ぶ間もなくビンスが登場、以前からブレットとビンスの抗争においてブレット側につきビンスを批判していたシナを陥れるため、バティスタをリングに送り急遽WWE王座戦を独断で決定した。抵抗むなしくバティスタがシナを沈め、2度目のWWE王座を獲得。シナの王座戴冠は日を超えることなく終わってしまった。その後のRAWでは、ブレットとビンスに並行するようにバティスタとシナの抗争が始まり、このレッスルマニアにてWWE王座が争われることとなった。
エッジは、2009年7月3日のハウス・ショーにおいてアキレス腱断裂という大怪我を負い欠場に入り、引退の噂も流れていたが、1月のロイヤルランブルで電撃復帰。復帰前と変わらぬパフォーマンスで健在をアピールし、その勢いのままロイヤルランブル戦を制し、レッスルマニアへの出場をいち早く決めた。その後は、同じカナダ出身で元タッグパートナーでもあるクリス・ジェリコに自身の負傷を非難されたことから抗争に入り、結果的にエリミネーション・チェンバーPPVで王座を戴冠したジェリコとの世界ヘビー級王座戦が組まれた。
以前から分裂の兆しを見せていたレガシーだったが、ランディ・オートンの王座戦線での不調やテッド・デビアス＆コーディ・ローデスのWWEタッグ王座陥落から大きな不和が生じ、ついに格下扱いに耐えかねた2人がオートンに反旗を翻しレガシーは崩壊、最終決着のためレッスルマニアにてトリプルスレット（3-Way）形式の試合が決まった。この試合直前からオートンへの歓声が日増しに大きくなり、オートンが自然とベビーフェイス的な立場になっていった。大会当日、試合に勝利したオートンは、2008年より封印していた腕を広げるポーズを披露し、ベビーフェイスとして観衆の声援に応えた。
CMパンクは、エリミネーション・チェンバー戦においてピンフォールを奪われたレイ・ミステリオとの抗争を開始。マネー・イン・ザ・バンク戦の予選試合にミステリオが乱入しパンクの勝利を妨害したかと思えば、スマックダウンにて行われていたミステリオの娘の誕生日パーティーにパンク率いるストレードエッジ・ソサエティ(SES)がその報復として乱入し、パーティーを台無しにした。これに激怒したミステリオがパンクとの対戦を要求し、最終的にミステリオが負けた場合は強制的にSES入りという特別ルールの試合が決定した。

## ショーン・マイケルズの引退
レッスルマニアは通常、団体の最高位であるWWE王座戦もしくは世界ヘビー級王座戦をメインに定めている。しかし、本大会のメイン戦は、ショーン・マイケルズvsジ・アンダーテイカーのノンタイトルマッチであった。最高位の王座戦以外の試合がメイン戦となるのはレッスルマニア史上4度目、15年ぶりの異例の措置であった。
というのも、この試合は『Streak vs. Career（連勝記録vsキャリア）』と銘打たれ、マイケルズは敗れれば引退、テイカーが敗れれば彼のレッスルマニアでの連勝記録が17で止まってしまうというものであったためである。試合は、多くのファン及びメディアから年間最高の試合と評された前年の対戦に勝るとも劣らない名勝負となる。両者とも序盤からフィニッシャーを連発するが、それを共にことごとくキックアウトし、ファンを熱狂の坩堝に巻き込んだ。試合の終盤、テイカーがツームストン・パイルドライバーをこの試合で初めて決めるが、マイケルズはカウント2で返す。テイカーが首を掻き切るポーズでもう一発ツームストーンを放つ意思を示そうとしたが、敗れれば引退することになるマイケルズに対して、とどめを刺すことを躊躇する。これに対しマイケルズは「情けは無用だ!」とばかりに、逆首を掻き切るポーズを披露して挑発したうえで、テイカーに張り手を浴びせた。これで覚悟が決まったのか、テイカーがジャンピング・ツームストーン・パイルドライバーを浴びせ、3カウントを奪い勝利。これをもって、マイケルズの引退が決定した。試合後、リングに横たわるマイケルズを起こしたテイカーは自ら握手を求め、マイケルズもこれに応じる。最後は見事な試合をつくりあげたお互いを讃え、抱擁を交わした。
なお、この試合は昨年に続きプロレスリング・イラストレーテッドやレスリングオブザーバーの両紙において、年間最高試合に選出された。

## モントリオール事件の清算
2010年1月4日のRAWにおいて復帰したブレット・ハートは、現在も確執が続いていると思われていたショーン・マイケルズと抱き合い、和解したことを世にアピールした。しかし、ビンス・マクマホンとの軋轢はまだ残っているという設定のもと、遺恨アングルが展開された（両者の遺恨についてはモントリオール事件を参照）。マイケルズとの感動的な和解を果たしたブレットはその直後、オーナーであるビンスを呼び出した。ブレットは12年以上も募らせたフラストレーション、遺恨、鬱積した怒りをマクマホンにぶつけ、長年の抗争に終止符を打とうと和解を提案し握手をした。しかしその直後、ビンスは再びブレットを裏切り、キックを浴びせると同時にブレットをマットに沈めた。その後のRAWでも、ビンスはバティスタの協力を得ながら、ブレットの心を踏みにじる行為を続け、加えてブレットはビンスが意図的に起こした事故によって片足を骨折。通常通りの試合はもう不可能かと思われた。
しかし、3月15日のRAWにおいて、この日のゲストホストであったストーン・コールド・スティーブ・オースチンが、本大会にて反則裁定なしの特別ルールにより行われることが決定していたビンスvsブレット戦の調印式を手配した。調印式は滞り無く進んだが、最後にオースチンが「まだ一つ言い残していたことがあった、それはブレットから聞け」と発言。ビンスがブレットの方を振り返ると机の上には脚のギプスが乗せられていた。驚くビンスに対しブレットは松葉杖を投げ捨て、難なく立ち上がると「ビンス自身がビンスを嵌めるんだ！」と叫びビンスをギプスで殴打、自身の脚が治っていることをファンに示した。
迎えた大会当日。後から入場してきたビンスはマイクを持ち、急遽試合をランバージャック形式に変更すると発表。そして「私とブレットの家族全員が、お前を嵌めるのだ」と言うと、後ろからブレットの家族全員（WWEの現役選手であるDHスミスとタイソン・キッドも含む）が現れ、ビンスに買収されていたことが発覚。表情を変えずに佇んでいたブレットは試合開始前、レフェリーのブルース・ハート（ハート・ファミリーの次男でブレットの兄）に「口座の入金の確認は済んだか？」と聞いた後、「今夜は忘れられない日になる、ブレットがビンスを嵌めるんだからな！」と言うとブルースはブレットと抱き合い、ビンスを裏切る。ビンス自身が嵌められていたというどんでん返しが起こった。試合は、終始ブレットが攻撃する一方的な展開となり、ビンスがリング下に逃げてもハート・ファミリーから攻撃され、スミスとキッドからは連携技をかけられる等、袋叩きに。結局最後はブレットがシャープ・シューターを極め、ビンスが情けなくタップをし試合は終了。ビンスの無残な敗北により、12年に及ぶ遺恨はついに終了した。
この試合は長きに及ぶ遺恨の決着として、また約10年ぶりにリング復帰したブレットの試合としても期待が高かったため、予想されなかった攻防のない一方的な試合展開に一部のファンや雑誌からは凡戦と評され、期待を裏切る結果となってしまった。しかし、ブレットは2002年の自転車事故により脳梗塞を起こし、一時は左半身不随となり歩くことも儘ならない状態になってしまった。今回の電撃復帰も、長期的なリハビリを経て、なんとかリングに上がれる回復したことで実現したものであり、受け身はほとんど取れない状態に変わりはなかった。そのため、今回の試合は前述のような展開を選ばざるを得なかったのではないか、と見られている。

## 結果
- ダーク・マッチ/26人バトルロイヤル -Dark Match/26-man Battle Royal-

優勝者ヨシ・タツ
- 統一タッグ王座戦 -Unified WWE Tag Team Championship-

○ショー・ミズ(ビッグ・ショー&ザ・ミズ)(c) vs ジョン・モリソン&Rトゥルース●
- トリプルスレットマッチ -Triple Threat Match-

○ランディー・オートン vs コーディ・ローデス vs テッド・デビアス●
- マネー・イン・ザ・バンク・ラダー・マッチ -Money in the Bank Ladder Match-

○ジャック・スワガー vs クリスチャン vs ドルフ・ジグラー vs ケイン vs シェルトン・ベンジャミン vs MVP vs マット・ハーディー vs エヴァン・ボーン vs ドリュー・マッキンタイア vs コフィ・キングストン
- ○トリプルH vs シェイマス●

- ○レイ・ミステリオ vs CMパンク (w / ルーク・ギャローズ&セリーナ)●

- ノー・ホールズ・バード・マッチ -No Holds Barred Match-

○ブレット・ハート vs ミスター・マクマホン●
- 10人ディーヴァズ・タッグチーム・マッチ -10-Diva Tag team Match-

○ヴィッキー・ゲレロ,ミシェル・マクール,レイラ,マリース&アリシア・フォックス vs ミッキー・ジェームス,ケリー・ケリー,イヴ・トーレス,ゲイル・キム&ベス・フェニックス●
- 世界ヘビー級王座戦 -World Heavyweight Championship-

○クリス・ジェリコ(c) vs エッジ●
- WWE王座戦 -WWE Championship-

●バティスタ(c) vs ジョン・シナ○
- 連勝記録　vs　キャリア -Streak vs. Career-

○ジ・アンダーテイカー vs ショーン・マイケルズ●
ショーンは負ければ引退。